# HTML5 canvas
HTML5 canvas je HTML prvek zahrnutý ve specifikaci HTML5. Slouží k dynamickému skriptovatelnému vykreslování bitmap a grafických primitiv, podobně jako je to známo např. z vývojového prostředí VCL Delphi nebo programovacího jazyka C++.

## Struktura
Prvek canvas sestává z regionu, na který lze kreslit, definovaného v HTML kódu šířkou a výškou. Po zadefinování k němu lze přistupovat pomocí JavaScriptu za použití mnoha kreslících funkcí podobných jiným běžným 2D API. To umožňuje dynamicky generovat grafiku. Případné využití je v oblasti vykreslování grafů, animací, her (i 3D) a úpravy obrázků.

## Podpora prohlížečů
Původně byl představen společností Apple pro použití v operačním systému OS X pro WebKit komponenty, kterými jsou realizovány např. dashboard widgety (miniaplikace rozmístitelné na pracovní ploše, známé také z Windows Vista) nebo prohlížeč Safari. Později byl implementován do prohlížečů s jádrem Gecko (např. Mozilla Firefox), do prohlížeče Opera a také standardizován WHATWG pro nově navržené specifikace next-gen webových technologií.
Novell poskytuje XForms plugin pro Internet Explorer, který také poskytuje podporu pro Canvas. Je rovněž vyvíjeno nemalé nezávislé úsilí pro podporu canvas v IE, které nevyžaduje pluginy a funguje čistě na VML a JavaScriptu.

## Příklad
Vykreslení dvou překrývajících se obdélníků (jeden částečně průhledný).
```
<
html
>

 
<
head
>

 
<
script
 
type
=
"application/javascript"
>

 
function
 
draw
()
 
{

 
var
 
canvas
 
=
 
document
.
getElementById
(
"canvas"
);

 
var
 
ctx
 
=
 
canvas
.
getContext
(
"2d"
);

 
ctx
.
fillStyle
 
=
 
"rgb(200,0,0)"
;

 
ctx
.
fillRect
 
(
10
,
 
10
,
 
55
,
 
50
);

 
ctx
.
fillStyle
 
=
 
"rgba(0, 0, 200, 0.5)"
;

 
ctx
.
fillRect
 
(
30
,
 
30
,
 
55
,
 
50
);

 
}

 
</
script
>

 
</
head
>

 
<
body
 
onload
=
"draw()"
>

 
<
canvas
 
id
=
"canvas"
 
width
=
"300"
 
height
=
"300"
></
canvas
>

 
</
body
>

</
html
>

```